# Festival Internacional del Humor 1996
Festival Internacional del Humor 1996 es la decimotercera edición del Festival Internacional del Humor emitido por Caracol Televisión, presentados por Alfonso Lizarazo y Lizeth Yamil Mahecha ex Señorita Colombia.

## Sinopsis
Artistas invitados de varios países dan una muestra de su talento, en diferentes números artísticos que pueden ser de humor, magia, imitación y baile.

## Invitados
- Mac Phamtom
- Carlos Donoso
- The Quidlers
- Tony Chapek
- Nelson de la Rosa
- Carlos Álvarez Loayza
- El Trío Laurel
- Alex del Castillo
- Las Mariposas
- Nathan Burton
- El Moreno Michael
- Gustavo Lorgia
- Mr. Daba*
- Alejandro García "Virulo"
- Juan Ricardo Lozano "Alerta"
- Paulo Iglesias
- Tola y Maruja

Un mes antes de iniciarse el Festival Mr. Daba estaba haciendo una demostración con cartas en una emisión del Noticiero de las 7 durante su acto hizo desaparecer por arte de magia inexplicable a la presentadora María Cristina Uribe.